# Carlos Emanuel Franco
Carlos Emanuel Franco (Puerto Rico, Misiones, Argentina; 3 de enero de 1992) es un futbolista argentino. Juega como guardameta en Gualberto Villarroel de División Profesional del Fútbol Boliviano

## Clubes
| Club                      | País      | Año         |
| ------------------------- | --------- | ----------- |
| Crucero del Norte         | Argentina | 2009 - 2011 |
| Juventud Unida            | Argentina | 2011 - 2012 |
| Libertad                  | Argentina | 2012 - 2013 |
| Instituto Santiago        | Argentina | 2013 - 2014 |
| Mitre                     | Argentina | 2014 - 2015 |
| Central Córdoba           | Argentina | 2015        |
| San Lorenzo de Alem       | Argentina | 2016        |
| San José                  | Bolivia   | 2016 - 2018 |
| Aucas                     | Ecuador   | 2019        |
| Belgrano                  | Argentina | 2019 - 2020 |
| Club Real Santa Cruz      | Bolivia   | 2021 - 2022 |
| Club Crucero del Norte    | Argentina | 2023        |
| Club Gualberto Villarroel | Bolivia   | 2023        |

## Palmarés

### Campeonatos nacionales
| Título          | Club     | País    | Año  |
| --------------- | -------- | ------- | ---- |
| Torneo Clausura | San José | Bolivia | 2018 |